# J. M. Quinby & Co.
J. M. Quinby & Co. war ein US-amerikanischer Hersteller von Kutschen, Karosserien und Automobilen.

## Unternehmensgeschichte
Das Unternehmen entstand 1874 als Nachfolgeunternehmen von James M. Quinby & Sons. Der Sitz war in Newark in New Jersey. James Milnor Quinby leitete es zunächst. Partner waren Isaac S. Ayres und John H. Jephson. Sie stellten Kutschen her. Zu der Zeit waren 100 Personen beschäftigt. Nach einer Krankheit zog sich James Milnor Quinby zurück und starb 1892. William W. Ogden wurde neuer Präsident und sein Bruder Henry Vizepräsident und Schatzmeister.
Zwischen 1899 und 1900 entstanden einige Automobile. Der Markenname lautete Quinby.
Kurz danach kamen Karosserien für Automobile dazu. 1917 wurde das Unternehmen aufgelöst.

## Kraftfahrzeuge
Im Angebot standen Elektroautos. Sie entstanden nach Kundenaufträgen. Einige Teile stammten von der Riker Electric Motor Company.

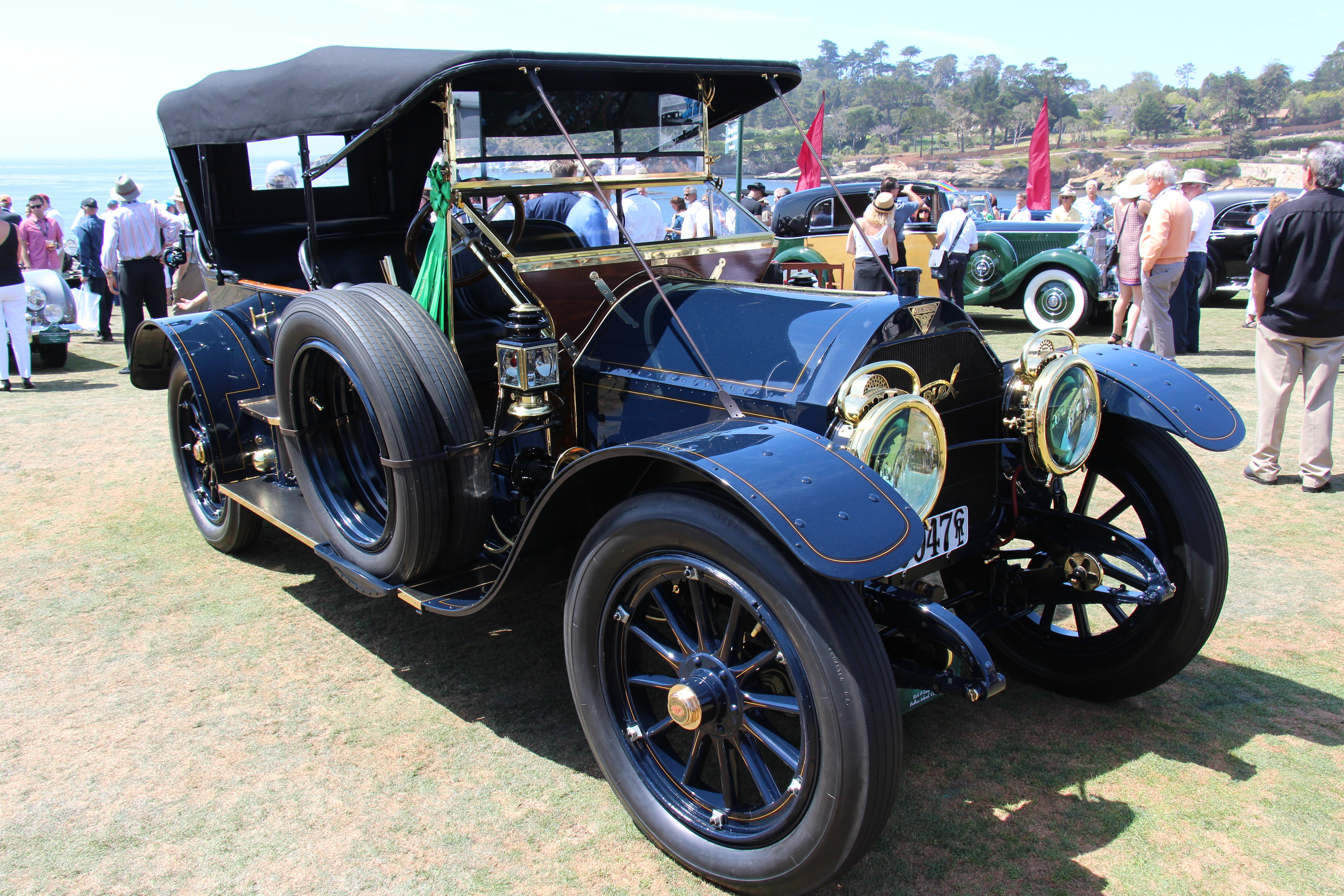
Simplex mit einem Aufbau von Quinby

Aufbauten entstanden für: American Fiat, American Mercedes, Benz & Cie., Daimler Motor Company, Decauville, Fiat, Hol-Tan Company, Isotta Fraschini, Jennis Company, L. B. Smyser & Company, Lancia, Locomobile, Lozier Motor Company, Matheson Automobile Company, Mercedes, Minerva Motors, Moon Motor Car Company, Packard, Panhard & Levassor, Pennsylvania Auto-Motor Company, Pierce-Arrow, Renault, Rolls-Royce Motor Cars, Scott Iron Works, Simplex Automobile Company und Smith & Mabley Manufacturing Company.